# 小行星10825
小行星10825（10825 Augusthermann）是一颗绕太阳运转的小行星，为主小行星带小行星。该小行星于1993年9月18日发现。

## 轨道参数
小行星10825的轨道半长轴为2.2717946 UA，离心率为0.132。